# Michelangelo Ricci (regista)
Michelangelo Ricci (La Spezia, 23 settembre 1966) è un regista, poeta, drammaturgo e cantautore italiano.

## Biografia
Nasce a La Spezia il 23 settembre 1966. Decide di lasciarsi alle spalle l'infanzia trascorsa in Lunigiana, si trasferisce a Parma studiando al conservatorio. Trova espressione artistica nella sua poesia - pubblicando alcune poesie sulle fanzine del circuito culturale underground - e nella sua musica, tra Bologna e Parma.

### Livorno: nascita de "Il Teatro dell'Assedio" e della "Compagnia Ribolle"
Nel 1988 a Livorno nasce la sua prima compagnia teatrale Il Teatro dell'Assedio. Quest'esperienza lo porta nel 2004 a fondare e dirigere il Teatro del Porto . Qui mette in scena opere teatrali inedite tra cui Il Totem BA, spesso in replica nel corso della sua professione di regista sino ad essere edita in due lingue (inglese e italiano) nel 2016.
Nel 2007 è reso pubblico il suo primo film, Traditore, realizzato in collaborazione con il Teatro del Porto e gli attori Paolo Ruffini, Carlo Monni, Andrea Cambi e Remo Remotti, per il quale Ricci è sia sceneggiatore che regista. Grazie alle produzioni del Teatro del Porto acquista visibilità e ricopre il ruolo di direttore artistico di Effetto Venezia dal 2005 al 2009; proprio in quest'ultimo anno l'edizione del festival ospita Bobo Rondelli, Max Gazzè, Nada, Gilberto Gil, Enzo Jannacci e lo spettacolo precursore di Ribolle - operetta per bolle di sapone senza parole: un racconto visivo e musicale che vede le bolle di sapone protagoniste tra danza e clownerie. L'opera lo porta a lavorare in numerosi teatri francesi e italiani: dal Teatro Ponchielli di Cremona al Théâtre Nouvelle Génération di Lione al Teatro Vascello di Roma.

### Periodo Romano
Tra il 1996 e il 2002, e successivamente dal 2011 al 2013, vive a Roma.
Qui collabora con lo spazio sociale Ex Snia Viscosa nella organizzazione di rassegne, nella conduzione di laboratori teatrali gratuiti e nell'allestimento di produzioni artistiche. In particolare l'allestimento del 1997 di Finale di partita di Samuel Beckett gli dà molta visibilità nelle realtà teatrali romane.
Dal 1999 al 2002 organizza e dirige laboratori teatrali, cinematografici e di scrittura creativa per l’Università “La Sapienza”. Questa collaborazione si risolve nella produzione di documentari e allestimenti teatrali che vedono larga partecipazione studentesca e di pubblico. Risale a questo periodo La meglio gioventù, un docu-film che indaga il rapporto tra società e giovani nella città di Roma.

### Club Tenco e Barcellona
Dal 2009 collabora con il Club Tenco promotore del Premio Tenco, il più importante premio europeo dedicato alla canzone d'autore, ricoprendo i ruoli di regista, scenografo e responsabile teatrale delle rassegne e dei premi; in questo ambito si trova a collaborare con importanti istituzioni teatrali come il Teatro Regio di Parma, il Teatro Coccia di Novara, il Teatro Petruzzelli di Bari, l'Arena di Verona e il Teatro Ariston di Sanremo.
Nel 2014 è chiamato dal festival BarnaSants di Barcellona a dirigere lo spettacolo musicale Cançons d'amor i anarquia, vincitore del premi especial de la critica, che vede repliche in Spagna ed in Italia.
A giugno 2018 risale l'ufficiale debutto nelle vesti di cantautore con la pubblicazione dell'album Questo lo so, opera prima edita in regime di autoproduzione.

## Opere

### Teatro
- Le persone cadono (1989)
- Estragon (1990)
- La giostra (1991)
- Racconto per un attore (1991)
- Playback (1992)
- L'assedio (1993)
- Contraddette (1994)
- L'imperatrice (1996)
- Il TotemBA (1998)
- Opera (1999)
- Il corpo del poeta (2000)
- Oscena Europa (2001)
- I testimoni di Kassel (2004)
- È Pinocchio davvero Ovvero perché i migranti non galleggiano (2005)
- La lista dei desideri sulla strada di legno (2005)
- OHIO voting machine (2006)
- Sequenza (2006)
- Non ti sarà facile (2008)
- Ugo e il naso di Collodi (2008)
- Frena Ugo (2008)
- Buio - Seme omicida (2011)
- Come la congiura di Catilina (2013)
- I Bagonghi nel diluvio universale (2016)
- Edipo Liberato (2016)
- Sono qui (2017)
- I comizi della chimera (2017)
- Gli Uovi nella Repubblica Marinara (2018)
- Inabile Circus (2019)
- Venti da Genova Canto teatrale per coro, cantastorie, due guardie e un clown (2021)

### Poesia
- Droga (2010)

### Narrativa
- Manicomico (2015)

### Programmi radiofonici
- Radio Rammarico (2000)
- Manicomico - Radiodramma in scena (2015)

## Regia e allestimenti teatrali

### Prosa
- La biblioteca di Babele tratto da J. L. Borges (1995)
- Finale di partita di S. Beckett (1997)
- Playback - elegia teatrale per Federico García Lorca, co-autore F. Raggio (1998)
- DaDa20minutiDaDa20 (1998)
- Oscena Europa (2001)
- Comizi d'estate, co-regia L. Giannini (2002)
- È Pinocchio davvero Ovvero perché i migranti non galleggiano (2005)
- La lista dei desideri sulla strada di legno (2005)
- OHIO voting machine (2006)
- Sequenza (2006)
- Non ti sarà facile (2008)
- Ugo e il naso di Collodi (2008)
- Frena Ugo (2008)
- Buio - Seme omicida (2011)
- Come la congiura di Catilina (2015)
- Il Totem Ba (2015)
- Manicomico (2015)
- Edipo Liberato (2017)
- Sono qui (2017)
- Gli Uovi nella Repubblica Marinara (2018)
- Inabile Circus (2019)

### Teatro canzone
- Micro-b di L. Faggella (1997)
- Il teatro-canzone di A. Falca (1997)
- La sonata a Kreutzer tratta dai testi di Tolstoj e Beethoven, riduzione teatrale e musicale di P. Fornaciari e M. Fornaciari (1998)
- Maggy Mistake[20] di A. Falca (2000)]
- Il corpo è libertà (2002)
- Voci possenti e corsare[21] di e con A. Falca e C. Campolongo (2005)]
- Parma Poesia Festival: omaggio a Piero Ciampi (2008)
- Voce clandestina (2009)
- Cançons d'amor i anarquia (2014)
- Arena di Pace e Disarmo (2014)
- Canzone clandestina (2015)
- I Bagonghi nel diluvio universale (2016)
- La zattera (2019)
- DéCircus Skabarett (2020)
- Skabarett - Il lupo cattivo (2020)
- Ci vuole un fiore. Le canzoni di Gianni Rodari (2020)
- Respiro (2021)

### Teatro musicale
- Venti da Genova Canto teatrale per coro, cantastorie, due guardie e un clown di M. Ricci, A. Lega e D. Giromini, sonorizzazione e arrangiamenti R. Marchi, a cura di Archivi della Resistenza (2021)

### Opera
- Le Pauvre Matelot di D.Milhaud - J. Cocteau (1998)
- Mahagonny Songspiel di K.Weill - B. Brecht (1998)
- Sole (2000)
- Festino del giovedì grasso di A. Banchieri (2006/2007)

### Teatro circo
- Il Circo delle Bolle di Sapone in Su (2014)
- Di tutti i colori (2017)
- Bollerò - florilegio per maschere e bolle di sapone (2018)

### Teatro danza
- Traballi (1997)
- Cuori e Bastoni (1998)
- Requiem di guerra (1999)
- Ribolle - operetta per bolle di sapone senza parole (2009)

### Teatro di strada
- Sul cantar notturno di un viaggiator errante (1996)
- Il coro da AAVV, menzione speciale al Pelago Buskers Festival (1998)
- La Canzone Clandestina della Grande Opera tratto da E. Morante (1999)
- Il Coro Majakovskij (2008)
- Femmino Maschio flashmob contro la violenza di genere (2019)

### Spettacoli di piazza
- Scaglie di scoglio (1998)
- Pace - Porto franco (2005)
- Porto Franco (2006)
- Che pesce 6? (2007)
- Poesie di fuoco, con A.Cambi e C. Monni (2008)

### Performance
- Le belle bandiere tratto dagli scritti di P. P. Pasolini (1996)
- Specchio d’acqua (1998)
- Fidelio (2000)

### Reading
- Poesie dalla Torre (1996)
- Droga presso il Festival internazionale di poesia di Genova (2010)

### Installazioni
- C'è una cassa per te ai macelli di Roma video-performance (2000)

## Filmografia

### Regista
- Purgatoio – cortometraggio, co-regia con S. Filippi (1996)
- Cluster – documentario, co-regia con Luca Falorni (1999)
- Il Pacini – documentario, co regia con Andrea Addobbati e Luca Falorni (2000)
- La meglio gioventù (2000)
- Ballottaggio – cortometraggio (2000)
- Serre – documentario (2000)
- Il cinema italiano a Genova – cortometraggio (2001)
- Le città invisibili (2001)
- A palla di foo – cortometraggio (2006)
- Traditore (2007)
- Peter Panico – documentario (2007)
- Specchio matrigno – documentario (2007)
- Partecipata – documentario (2008)
- Diversamente Liberi – documentario (2008)
- Buio (2013)
- Vengo Anch'io – docufilm (2016)
- La Canzone d'autore secondo Enrico de Angelis – docufilm (2017)
- Stallo alla Pollo – cortometraggio (2017)
- Appollaiati – cortometraggio (2018)
- Spennato – cortometraggio (2018)
- Corpi Sensibili - video danza contro la violenza di genere (2021)
- #connessioni - relazioni oltre lo schermo, docufilm (2021)

### Sceneggiatore
- Guardati – cortometraggio (1995)
- Purgatoio, regia di Michelangelo Ricci – cortometraggio (1996)
- Traditore, regia di Michelangelo Ricci (2007)
- Buio, regia di Michelangelo Ricci (2013)

## Discografia

### Album
- Questo lo so[22] (2018)